# Tshangla
Le tshangla est une langue tibéto-birmane parlée au Bhoutan par environ 150 000 personnes. Des locuteurs sont aussi présents en nombre beaucoup plus réduit en Inde, dans l'État de l'Arunachal Pradesh et en Chine, au Tibet.
La langue est appelée monba de Motuo par les autorités chinoises. Elle est différente du monba qui porte le nom de monba de Cuona en Chine.

## Classification interne
Le tshangla appartient au sous-groupe bodique des langues tibéto-birmanes.

## Phonologie
Les tableaux présentent les phonèmes vocaliques et consonantiques de la variété de tshangla parlée en Chine, dans le xian de Motuo rattaché à la ville de Linzhi au Tibet. Cette variété est connue sous le nom de monba de Motuo.

### Voyelles
|         | Antérieure  | Centrale | Postérieure |
| ------- | ----------- | -------- | ----------- |
| Fermée  | i [i] y [y] |          | u [u]       |
| Moyenne | e [e]       |          | o [o] ø [ø] |
| Ouverte |             | a [a]    |             |

### Consonnes
|               |               | Bilabiales | Alvéolaires | Alvéolaires | Rétrofl.  | Alv.-pal. | Vélaires | Glottales |
| ------------- | ------------- | ---------- | ----------- | ----------- | --------- | --------- | -------- | --------- |
| Centrales     | Latérales     | Bilabiales |             |             | Rétrofl.  | Alv.-pal. | Vélaires | Glottales |
| Occlusives    | Sourde        | p [p]      | t [t]       |             |           |           | k [k]    | ʔ [ʔ]     |
| Occlusives    | Aspirées      | ph [pʰ]    | th [tʰ]     |             |           |           | kh [kʰ]  |           |
| Occlusives    | Sonore        | b [b]      | d [d]       |             |           |           | g [g]    |           |
| Fricatives    | sourdes       |            | s [s]       | ɬ [ɬ]       |           | ɕ [ɕ]     |          | h [h]     |
| Fricatives    | Sonore        |            | z [z]       |             |           | ʑ [ʑ]     |          |           |
| Affriquées    | Sourdes       |            | ts [t͡s]     |             | tʂ [t͡ʂ]   | tɕ [t͡ɕ]   |          |           |
| Affriquées    | Aspirées      |            | tsh [t͡sʰ]   |             | tʂh [t͡ʂʰ] | tɕh [t͡ɕʰ] |          |           |
| Affriquées    | Sonores       |            | dz [d͡z]     |             | dʐ [d͡ʐ]   | dʑ [d͡ʑ]   |          |           |
| Liquides      | Liquides      |            | r [r]       | l [l]       |           |           |          |           |
| Nasales       | Nasales       | m [m]      | n [n]       |             |           | ɳ [ɳ]     | ŋ [ŋ]    |           |
| Semi-voyelles | Semi-voyelles | w [w]      |             |             |           | j [ j]    |          |           |

## Sources
- (zh) Huang Bufan (Éditeur) et Xu Shouchun, Chen Jiaying, Wan Huiyin, 1992, A Tibeto-Burman Lexicon, Pékin, Presses de l'Université Centrale des Minorités  (ISBN 7-81001-347-5)